# 孤狼式襲擊
孤狼式襲擊（英語：Lone wolf attack）指單一個人策劃與執行的暴力襲擊，最常用來指稱群體槍擊案和砍人案的嫌兇。
有一些孤狼襲擊的嫌兇的動機單純出於情緒失控、個人復仇，亦有一些是為了在社會造成恐慌—即恐怖襲擊行為，因此有分為非恐襲和恐襲兩種類的孤狼襲擊。部份嫌兇內心支持一些團體、或意識形態，但並無受命於該等團體，與他們也不存在沒有聯絡，各種準備活動皆獨自進行，因此難以預防或發現。

## 用語起源
據反誹謗聯盟，這用語是由白人至上主義者亞歷·柯蒂斯（Alex Curtis）和湯姆·梅茨格（Tom Metzger）在1990年代末推廣。

## 目前的使用情況
孤狼被美國執法機構和媒體引用為使用此戰略的個體。美國聯邦調查局和聖地亞哥警方調查柯蒂斯的行動名為「孤狼行動」（Operation Lone Wolf），很大程度上是因為他鼓勵其他白人至上主義者遵循他的「孤狼」激進行為（lone wolf activism）現在這個詞是指在任何命令以外的暴力，並未包括意識形態。